# Ação Integralista Brasileira
Ação Integralista Brasileira (AIB) foi um movimento político brasileiro ultranacionalista, corporativista, conservador e tradicionalista católico de extrema-direita. Inspirado no fascismo italiano, no integralismo lusitano e baseado na Doutrina Social da Igreja Católica, foi fundado em 7 de outubro de 1932 pelo escritor e jornalista brasileiro Plínio Salgado. Os integralistas também ficaram conhecidos como camisas-verdes ou, por seus detratores, em referência à cor dos uniformes que utilizavam, como galinhas-verdes.
Salgado desenvolveu o que seria a AIB, com a Sociedade de Estudos Paulista (SEP), um grupo de estudo sobre os problemas gerais da nação. Os estudos da SEP resultariam na criação da AIB, em 1932. O movimento integralista tinha adotado algumas características dos movimentos europeus de massa da época, especificamente do fascismo italiano, mas distanciando-se do nazismo porque o próprio Salgado não apoiava o racismo. No entanto, apesar do slogan "união de todas as raças e todos os povos", alguns de seus integrantes, como Gustavo Barroso, tinham opiniões antissemitas.
A AIB, a partir de sua fundação, firmou-se como uma extensão do movimento constitucionalista. Tão logo o partido iniciou suas atividades, influenciado pelo fascismo italiano, começaram a acontecer conflitos com grupos rivais, como a Aliança Nacional Libertadora (ANL), de forma análoga aos conflitos entre partidos fascistas e socialistas em diversos países à época.
Como símbolo, a AIB utilizava uma bandeira com um disco branco sobre um fundo azul, com um sigma maiúsculo (Σ) em seu centro. A AIB, assim como todos os outros partidos políticos, foi extinta após a instauração do Estado Novo, efetivado em 10 de novembro de 1937 pelo então presidente Getúlio Vargas. Em 1945, seus membros se reorganizaram no Partido de Representação Popular, que seria dissolvido com o Ato Institucional n.º 2, de 1965.

## História
Os principais idealizadores que deram corpo ao movimento integralista brasileiro foram Plínio Salgado, Gustavo Barroso e Miguel Reale. Plínio Salgado sistematizou a teoria do Estado Integral, e criou os uniformes, símbolos, costumes, hábitos e rituais dos participantes do movimento integralista, e criou a Ação Integralista Brasileira em 7 de outubro de 1932, com lançamento do Manifesto de Outubro de 1932. Às vésperas das eleições presidenciais de 1937, onde Plínio Salgado era o candidato favorito, a AIB lançou o Manifesto Programa de 1937, que foi um dos principais documentos do movimento, influenciou as realizações do Estado Novo, e uma grande geração de políticos como Juscelino Kubitschek, que agradece a Plínio Salgado pela inspiração propiciada pelo livro "13 Anos em Brasília", que o levou a construir a nova capital brasileira.

### Levante integralista
Em decorrência da dissolução da AIB, após a instauração do Estado Novo, alguns integralistas insurgiram-se tentando dar um contragolpe à ditadura de Vargas, em 1938. Severo Fournier, liderando os integralistas, atacou, em 11 de maio de 1938, o Palácio Guanabara. Eram 80 militantes integralistas ao todo - dentre eles um membro da família imperial brasileira. Em resposta, muitos foram fuzilados, outros tantos feridos. Cerca de 1 500 integralistas acabaram presos e ficaram sob a responsabilidade de Filinto Müller para interrogá-los. Plínio Salgado, ao final, foi exilado em Portugal. O ocorrido ficou conhecido como Levante integralista.

## Filiados

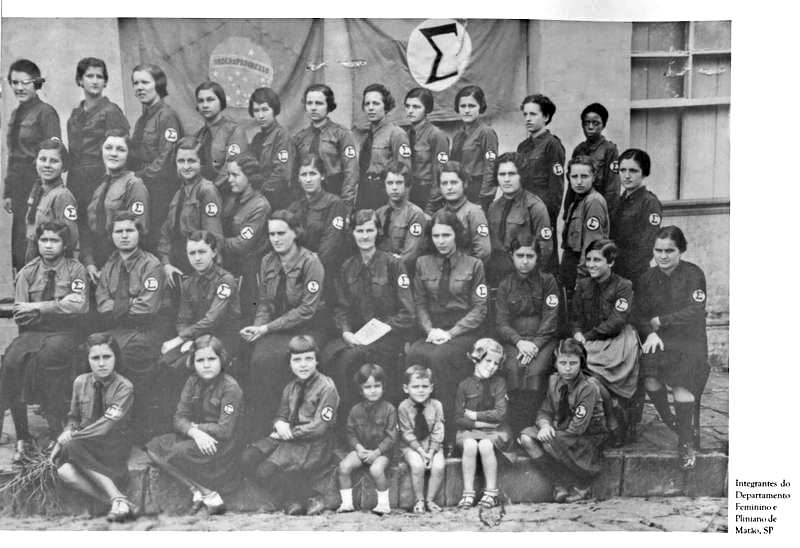
Departamento Feminino e de Juventude, década de 1930

Em 1936, o total de seus membros era estimado entre 600 mil e um milhão. Segundo o jornal Monitor Integralista (de circulação nacional, assim como A Offensiva, principal órgão do partido), na edição de 7 de outubro de 1937, naquele ano número de filiados da AIB era superior a um milhão. O jornal também registrava a existência de mais de 100 jornais. Há referências pelo menos quatro revistas - A Flâmula, Anauê, Panorama e A Marcha.
Desses acima, a AIB reivindicava um total de 1 352 000 membros distribuídos em 3,6 mil núcleos no Brasil e no exterior. Existiam ainda outros milhões de simpatizantes e milhares de pedidos de filiação quando a AIB foi posta na ilegalidade, em 1938.

### Período de 1945 a 1966
Os integralistas e remanescentes da AIB se reorganizaram no Partido de Representação Popular, o PRP, presidido por Plínio Salgado, e participaram de todas as eleições do período, desde a Assembleia Constituinte de 1945, até a edição do AI-2, em 1966; o PRP teve sua maior representatividade nos Estados do RS, SC, PR, SP e RJ. Plínio foi candidato à presidência da República em 1955, afinal, obteve cerca de 7% dos votos. Com o fim do PRP, a grande parte dos seus membros nucleou-se na ARENA, inclusive Plínio, que foi parlamentar por essa legenda, no Estado de S. Paulo.
Os ex-dirigentes integralistas foram favoráveis ao golpe de Estado de 1964, e o antigo integralista Olímpio Mourão Filho foi seu deflagrador. Ao mesmo tempo, entre os movimentos das baixas patentes militares, que estavam no campo do presidente deposto, havia uma facção integralista. Como as demais tendências, muitos de seus membros foram cassados após o golpe.

## Símbolos, vestimentas, rituais e iconografia

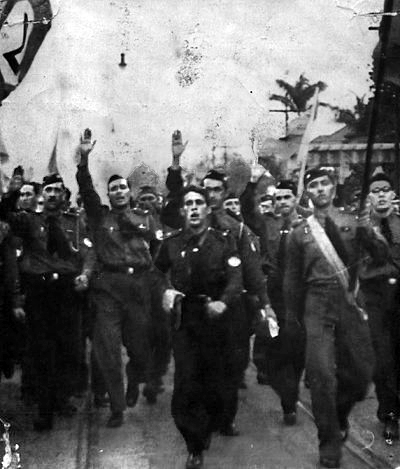
A saudação "anauê", adotada pelos integralistas brasileiros, de origem indígena

A atitude dos integralistas brasileiros em público era marcada pela simbologia e iconografia adotada. Os integralistas se apresentavam, oficialmente, uniformizados. As camisas e capacetes eram em tons de verde mar, as gravatas eram pretas e as calças pretas ou brancas.
Cumprimentavam-se utilizando a expressão de origem indígena "anauê", que supostamente significaria "você é meu irmão", com o braço esticado e mão espalmada, tal como grupos fascistas europeus como os camisas negras italianos e os camisas pardas nazistas. Este cumprimento é feito pelos integralistas até hoje, e o seu significado, cristalizado nesse que os camisas-verdes atribuíram a ele.

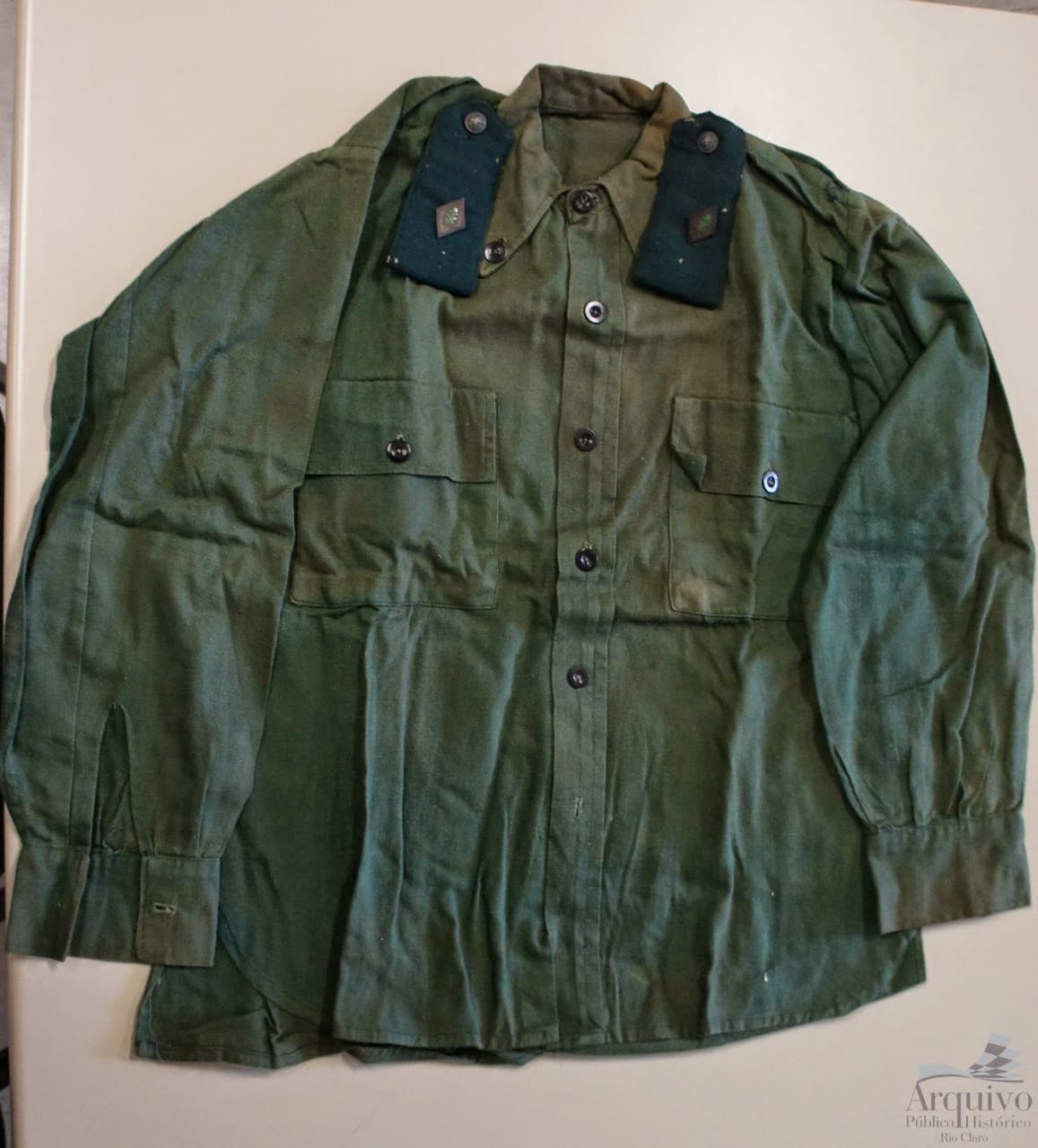
Camisa preservada de onde remete o infame apelido de "Galinhas-verdes" e o mais comum "Camisas Verdes"

## Ideologia

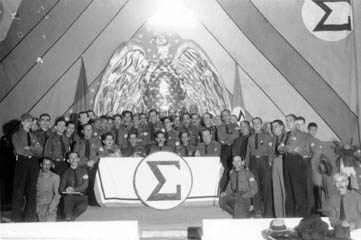
Sessão de encerramento do Congresso Integralista. Plínio Salgado encontra-se ao centro (sentado). Blumenau, 1935

### Comunismo e liberalismo econômico
Para a ideologia integralista, o materialismo histórico, ou seja, considerar o ser humano exclusivamente sob seus aspectos econômicos e materiais, é a base do que se chama "civilização burguesa" e é a grande influência para a formação tanto do liberalismo econômico como do comunismo. Para Plínio Salgado a chamada burguesia não é uma classe social ou econômica e sim um estado de espírito (Já temos dito muitas vezes e não cansaremos de repetir: a burguesia não é uma classe, é um estado de espírito).
Dessa unidade de fontes teóricas resulta uma unidade de valores. Miguel Reale escreveu: 
Desde que o marxismo passou a ser a critica da sociedade capitalista e (…) um método cômodo de estudar a sociedade burguesa, muitas ideias acessórias vieram se unir à tese fundamental da limitação da propriedade individual ou da sua supressão. Hoje em dia não é mais possível separá-las. O ateísmo, a abolição da família, o internacionalismo dos povos, o materialismo em todos os sentidos da vida, tudo está tão entrelaçado ao ideal socialista, que nos deparamos com um grande paradoxo: É preciso ter espírito estritamente burguês para abraçar o comunismo.
A unidade de fins que a ideologia integralista reputa ao comunismo e ao liberalismo econômico é a internacionalização da humanidade. Sob o domínio dos cartéis e grandes corporações liberais ou sob o domínio de uma ditadura mundial resultante da revolução do proletariado, segundo os textos integralistas, o fim é o mesmo: a redução de toda a humanidade à condição de proletária, sob a administração de alguns poucos burocratas especialistas no planejamento da produção.

### Principais ideólogos e suas obras

#### 1 -Plínio Salgado
- Romances e poemas: O estrangeiro (1926); O esperado (1931); O cavaleiro de Itararé (1933); A voz do Oeste (1934); O Poema da Fortaleza de Santa Cruz (1948).
- Pensamento político e filosofia: Psicologia da Revolução (1933); O que é o Integralismo (1933); A Quarta Humanidade (1934); A Doutrina do Sigma (1935); Conceito Cristão da Democracia (1945); O Integralismo perante a Nação (1945); Primeiro, Cristo! (1946); Direitos e Deveres do Homem (1948); Espírito da Burguesia (1951); O Integralismo na vida brasileira (1958); Reconstrução do Homem (1957).
- História: Nosso Brasil (1937); Como nasceram as Cidades do Brasil (1946); O ritmo da História (1949); História do Brasil, vols. 1 e 2 (1969);

#### 2 -Gustavo Barroso
- Pensamento político: O Integralismo em Marcha (1933); O Integralismo de Norte a Sul (1934); Brasil Colônia de Banqueiros (1934); O que o Integralista deve saber (1935); Os protocolos dos sábios de Sião (tradução) (1936); O Integralismo e o Mundo (1936); Judaísmo, maçonaria e comunismo (1937); Integralismo e Catolicismo (1937); Comunismo, Cristianismo e Corporativismo (1938).

#### 3 -Miguel Reale
- Pensamento político: O Estado Moderno (1934); Formação da política burguesa (1934); ABC do Integralismo (1935); O capitalismo internacional (1935).

## Nazifascismo e integralismo

### Relações com o fascismo
A relação entre o integralismo e o fascismo é um dos temas mais abordados quando se estuda o movimento integralista. Enquanto grande parte dos historiadores coloca o integralismo simplesmente como uma manifestação do pensamento fascista, que tinha forte apelo na década de 1930, os integralistas se opõem a essa leitura da história do movimento.
Miguel Reale, um dos mais importantes membros do grupo, não concordava com a classificação de fascista à AIB.
O professor da Faculdade de Direito do Largo São Francisco, Goffredo Telles Junior, que em sua juventude participou da Ação Integralista Brasileira, relatou numa entrevista concedida a Eugênio Bucci: 
(…)há quem diga, bem sei, que o integralismo era fascista. Hoje, eu sei que o integralismo não era um movimento unificado. Havia uma ala fascista dentro dele. Mas nós, estudantes universitários, nunca tomamos conhecimento desta ala discordante. Nós defendíamos o integralismo para combater o fascismo(…).

### Antissemitismo
Apesar de boa parte dos membros negarem qualquer apologia do integralismo com o nazismo, o fato é que existiram integralistas que defendiam ideais antissemitas. Gustavo Barroso certamente foi um dos mais influentes ícones do Movimento Integralista Brasileiro. Além de deter um cabedal de títulos e funções importantes no cenário mundial, ele foi responsável pelos movimentos antissemitas, sendo notável sua contribuição com a tradução e defesa ferrenha do livro Os Protocolos dos Sábios de Sião.
O antissemitismo estava presente em algumas vertentes do movimento. O núcleo municipal de Olímpia publicou artigos antissemitas nos anos de 1933 a 1937, mas a documentação oficial da AIB não trata do assunto.

### Nazismo
Segundo o autor Edson Perosa Júnior, a sinergia entre os integralistas e os nazistas não é apenas distinta ao antissemitismo de Barroso, havendo paralelos propagandistas. Do mesmo modo que o nazismo ostentava uma braçadeira com o símbolo da suástica, os integralistas o faziam com o símbolo do sigma, porém, usavam ela não com uma braçadeira, mas com um tecido em forma de bolacha que era diretamente costurado no uniforme. Os integralistas do PRP usaram braçadeiras similares às dos nazistas em meados de 1950. Além disso, o cumprimento Anauê dos integralistas era parecido com a saudação Sieg Heil, apesar de ter suas diferenças na forma, (a saudação integralista era feita com o braço completamente na vertical e, segundo Plínio Salgado, buscava inspiração em uma saudação indígena que já existia há muito no Brasil, a nazista era feita com o braço na horizontal e levemente inclinado para cima) além do fardamento e das marchas.
Miguel Reale também discordava, assim como com o fascismo, que a AIB estivesse ligado ao nazismo.

### Organização corporativa do Estado
Muitos historiadores colocam a defesa da organização corporativa do Estado ou Estado corporativo, posição defendida pela ideologia integralista, como uma das características que o definem como movimento de corrente fascista. A Itália fascista liderada por Benito Mussolini organizava seu estado com base nas corporações de atividades profissionais, o chamado estado corporativo. O integralismo defendia a organização do estado com base nos sindicatos de atividades profissionais, de forma a construir também o estado corporativo.
O integralismo interpretava, porém, a organização corporativa do estado fascista como defeituosa, pois era antidemocrática. Miguel Reale escreveu, em seu livro "O Estado Moderno": 
A solução fascista (…) refletiu situações que não são as nossas. Sua estrutura corporativa ainda conserva os sinais da grande crise superada nas linhas da dialética hegeliana. No Brasil, podemos realizar o corporativismo puro, com mais facilidade(…).
Mais tarde, após o seu exílio na Itália fascista, Miguel Reale viria a se decepcionar com a organização corporativa do estado, como ele relata em um artigo escrito em 2004: 
Me considerei livre do compromisso integralista quando, no exílio na Itália, me dei conta da ilusória organização corporativista sob o mando de um partido único.
Sérgio de Vasconcellos, ex-Secretário Nacional de Doutrina da Frente Integralista Brasileira, chegou a publicar no site oficial do movimento, sob o título "Os Corporativismos Integralista e fascista na Obra O Estado Moderno, o seguinte parágrafo: 
Outro fator que oblitera o entendimento correto de “O Estado Moderno”, é que seu Autor faz larga e positiva alusão ao Estado fascista, e, obviamente, as inteligências simplistas logo deduzem: Miguel Reale elogia o fascismo, logo, ele é fascista; o fascismo é corporativista, o Integralismo também, logo, o Integralismo é fascista. Pronto e acabou-se! Lamentavelmente, este raciocínio obtuso é compartilhado por muita gente com título acadêmico, o que demonstra que não basta ter um curso superior para tornar alguém inteligente.
 Ele recorda que havia diversas correntes de pensamentos corporativos, sendo o fascismo apenas uma delas, e que mesmo os teóricos fascistas não eram unânimes quanto ao pensamento corporativista. No mesmo artigo, Sérgio disserta: 
(...) O Estado Fascista afirma-se Estado Totalitário, em que o indivíduo é apenas um meio através do qual o Estado atinge seus fins próprios. É o Estado absorvente, sintetizado na fórmula “Tudo no Estado, nada fora do Estado, nada contra o Estado”. Ora, apesar dessas e de outras opiniões críticas – que, por brevidade, não abordamos –, Miguel Reale, com a largueza de vistas que sempre o caracterizou, assinala que existem vozes discordantes dentro do fascismo, que não concordam com o totalitarismo de Estado e que indicam outros rumos à revolução fascista, bem como tece elogios ao próprio Benito Mussolini. Tal atitude superior não pode ser aceita pelas mentes medíocres, que jamais conseguem ir além dos próprios preconceitos, que só veem nas suas críticas uma dissimulação de sua verdadeira posição, a fascista. É triste, mas somos forçados a reconhecer que a deformação ideológica de certos indivíduos os incapacitam a ver os fatos como eles são. No entanto, só pelo que deixamos sintetizado neste parágrafo, qualquer pessoa inteligente já deduziria que o Estado Ético do Integralismo, o Estado Integral, não é idêntico ao Estado Totalitário do fascismo. Agora, verifiquemos o que diz sobre o Estado Corporativo Integralista: Também no Integralismo, os Sindicatos deixam de ser instrumentos na luta de classes, e assumem, então, funções políticas, econômicas, éticas e culturais. Dos Sindicatos, de base Municipal, passa-se para as Federações, Confederações, Corporações até chegar-se à Câmara Corporativa Nacional. Todavia, a Nação não é unicamente vida econômica, logo, ao lado da representação econômica deve existir a representação das categorias não-econômicas. E aí encontramos outra diferença fundamental em relação ao fascismo, pois o corporativismo integralista não é exclusivamente econômico. O Integralismo não visa abolir a Democracia, pelo contrário, pretende instaurar o verdadeiro regime democrático. O Estado Integral é o Estado Ético, isto é, o Estado que é subordinado à moral, ao contrário do Estado hegeliano em que a moral é que se subordina ao Estado. O confronto entre os dois sistemas corporativos, o fascista e o Integralista – conforme a exposição de Miguel Reale, que estamos resumindo –, evidencia que são bastante dissemelhantes e que a acusação de que o Integralismo copia o corporativismo fascista é insustentável, falsa mesmo, e só pode provir ou da má-fé ou da ignorância."

### Negros e mulheres no integralismo
O integralismo brasileiro era composto por diversas correntes de pensamento que se traduziam em suas lideranças intelectuais, sendo que algumas dessas lideranças apresentavam pensamentos extremamente racistas enquanto outras se opunham abertamente ao racismo. Um exemplo desta cisão ideológica dentro do Integralismo foi a rixa entre Plínio Salgado e Gustavo Barroso, uma vez que Barroso era um dos principais proponentes do antissemitismo dentro do movimento integralista, ao passo que Salgado se opunha a estas ideias racistas e conspiratórias, chegando a criticá-lo abertamente ao usar uma famosa frase dizendo que, no Brasil, "o problema é ético, e não étnico". Como resultado da rixa, os textos de Barroso que outrora haviam sido amplamente publicados em periódicos integralistas, acabaram sendo temporariamente suspensos destas publicações.

## Legado
Atualmente a Frente Integralista Brasileira (FIB) e o Movimento Integralista e Linearista Brasileiro (MIL-B) e a Ação Integralista Revolucionária (AIR) afirmam representar o integralismo no Brasil, segundo afirmam os seus membros.